# 4-甲基-2-戊醇
4-甲基-2-戊醇（英語：4-Methyl-2-pentanol，IUPAC名：4-methylpentan-2-ol，又叫做甲基异丁基甲醇，methyl isobutyl carbinol，MIBC）是一种仲醇类的有机化合物，主要用作矿物浮选中的起泡剂，也作为溶剂，以及用于制動液的制造和一些塑化劑有机合成的前体。